# 흰꼬리쥐
흰꼬리쥐(Mystromys brooksi)는 붉은숲쥐과에 속하는 설치류의 일종이다. 흰꼬리쥐속(Mystromys)의 유일종이다. 흰꼬리쥐와 햄스터 사이의 겉모습의 유사성 때문에 한때 비단털쥐아과로 분류하기도 했지만, 분자계통분류학 연구를 통해, 두 분류군 사이에 근연 관계가 없음이 확인되었다. 흰꼬리아과는 쥐상과에 속하는 다른 모든 아과 분류와 함께 쥐과로 분류하기도 한다. 흰꼬리쥐는 남아프리카공화국과 레소토의 관목 지대와 초원에 제한적으로 분포한다. 흔하지 않은 종이며, 관목 지대가 목초지로 전환되기 때문에 개체수가 감소하는 것으로 간주되고 있다. 국제 자연 보전 연맹(IUCN)이 "멸종위기종"으로 등재하고 있다.